# Tamil
Tamil oder Tamilisch (தமிழ் tamiḻ [ˈt̪amɨɻ]) ist eine Sprache aus der dravidischen Sprachfamilie. Sie wird von mindestens 76 Millionen Angehörigen des Volks der Tamilen vor allem im südindischen Bundesstaat Tamil Nadu und in Sri Lanka als Muttersprache gesprochen. Tamil ist weniger stark vom Sanskrit beeinflusst worden als die übrigen dravidischen Literatursprachen. Mit einer eigenständigen Literaturgeschichte von über 2000 Jahren hat das Tamil die längste durchgängige Tradition aller modernen indischen Sprachen und ist in Indien als klassische Sprache anerkannt. Im modernen Tamil herrscht eine Situation der Diglossie, das heißt, die am klassischen Tamil angelehnte Schriftsprache unterscheidet sich stark von der Umgangssprache.

## Verbreitung und Sprecherzahl

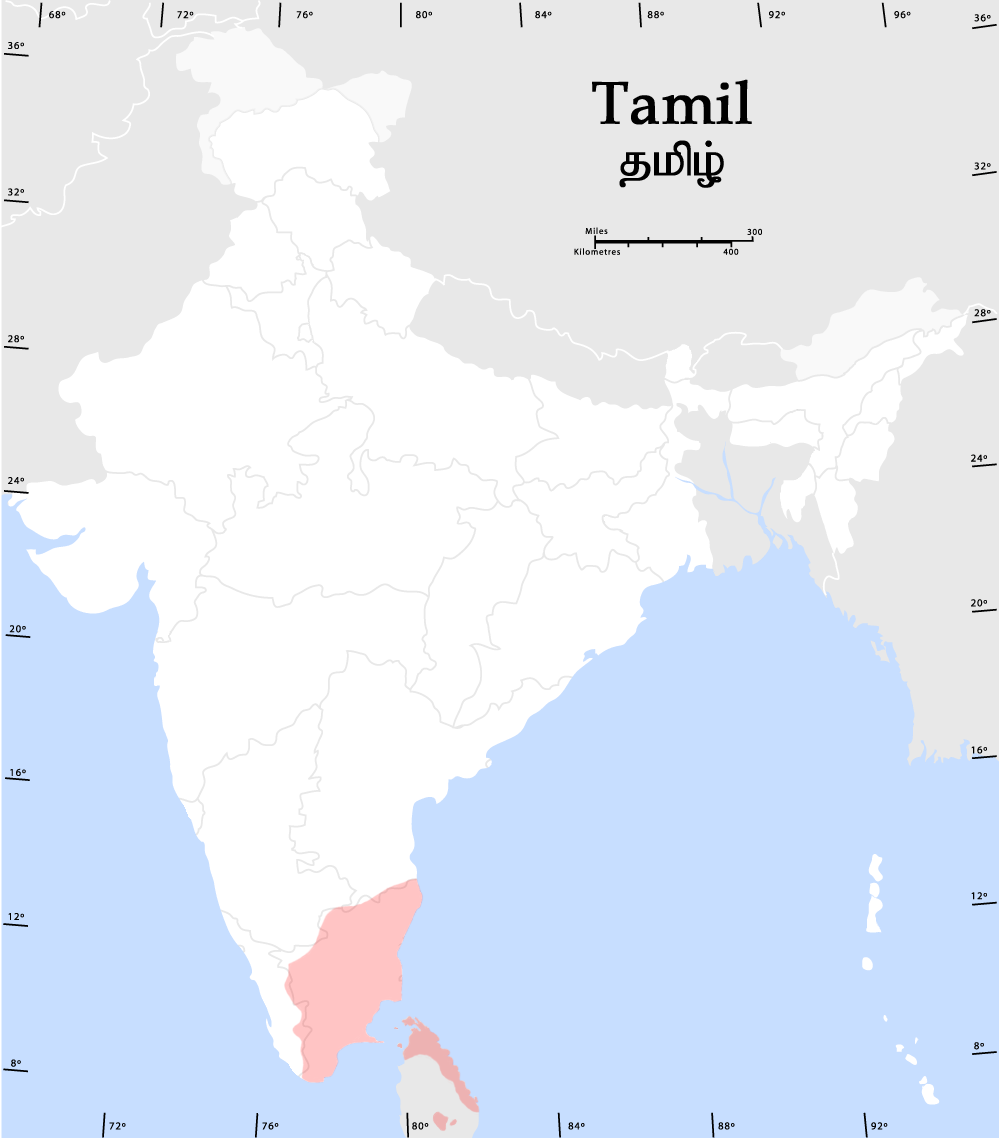
Verbreitung des Tamil innerhalb Südasiens

Tamil wird im Süden Indiens, in Sri Lanka und in der weltweiten Diaspora gesprochen. Das Verbreitungsgebiet des Tamil innerhalb Indiens deckt sich weitgehend mit dem Bundesstaat Tamil Nadu, dessen Grenzen 1956 entlang der Sprachgrenze des Tamil gezogen wurden. Das tamilische Siedlungsgebiet in Sri Lanka umfasst den Norden und Osten der Insel. Durch die Ansiedlung von indischen Tamilen als Teepflücker im 19. Jahrhundert während der britischen Kolonialzeit ist das Tamil heute auch im zentralen Bergland Sri Lankas verbreitet. Ebenfalls während der Kolonialzeit entstand eine tamilische Diaspora in Südostasien (Malaysia und Singapur), Réunion, Mauritius und Südafrika. Seit dem 20. Jahrhundert sind viele Tamil-Sprecher (u. a. infolge des Bürgerkriegs in Sri Lanka) nach Nordamerika und Europa ausgewandert.
Weltweit gibt es mindestens 76 Millionen muttersprachliche Sprecher des Tamil. Die weitaus meisten von ihnen leben in Indien, wo bei der Volkszählung 2011 rund 69 Millionen Tamil-Sprecher gezählt wurden. Davon leben 64 Millionen im Bundesstaat Tamil Nadu, wo Tamil-Sprecher die große Bevölkerungsmehrheit stellen. Größere tamilischsprachige Minderheiten gibt es auch in den Nachbarbundesstaaten Karnataka, Andhra Pradesh und Kerala sowie in Maharashtra. In Sri Lanka leben laut der Volkszählung 2012 insgesamt 5 Millionen Angehörige von tamilischsprachigen Ethnien (Sri-Lanka-Tamilen, indischstämmige Tamilen und Moors). Sie stellen zusammen ein Viertel der Bevölkerung Sri Lankas. In der Nord- und Ostprovinz sowie in Teilen der Zentralprovinz stellen Tamil-Sprecher die Bevölkerungsmehrheit. Größere Gruppen von Tamil-Sprechern in der Diaspora finden sich in Malaysia (geschätzt 1,6 Millionen), Singapur (110.000), den Vereinigten Staaten (190.000), Kanada (130.000) und dem Vereinigten Königreich (100.000 allein in England und Wales).
Tamil dient im indischen Bundesstaat Tamil Nadu und im Unionsterritorium Puducherry als Amtssprache. Auf überregionaler Ebene ist es als eine von 22 Verfassungssprachen Indiens anerkannt. Ferner ist Tamil Amtssprache in Sri Lanka (neben Singhalesisch) und Singapur (neben Malaiisch, Chinesisch und Englisch).

## Sprachverwandtschaft
Tamil gehört zur Familie der dravidischen Sprachen. Diese bilden mit insgesamt rund 240 Millionen Sprechern neben den indoarischen Sprachen die zweite große Sprachfamilie Südasiens. Andere wichtige dravidische Sprachen sind Telugu, Malayalam und Kannada, die alle ebenfalls im Süden Indiens gesprochen werden. Innerhalb der dravidischen Sprachfamilie gehört das Tamil zum süddravidischen Zweig. Sein nächster Verwandter ist das Malayalam, das sich erst zwischen 800 und 1000 n. Chr. als eigenständige Sprache herausbildete. Ebenfalls nah mit dem Tamil verwandt sind Irula, Toda und Kota, allesamt kleine Stammessprachen, die von der Adivasi-Bevölkerung in den Nilgiri-Bergen gesprochen werden. Tamil ist nach Telugu die dravidische Sprache mit der zweitgrößten Sprecherzahl, kann aber wegen seiner reichen Literaturgeschichte als wichtigster Vertreter dieser Sprachfamilie angesehen werden.
Mit den indoarischen Sprachen Nordindiens ist das Tamil als dravidische Sprache nicht verwandt. Während die übrigen dravidischen Literatursprachen vor allem im Bereich von Wortschatz und Lautlehre stark durch das indoarische Sanskrit, die klassische Sprache des Hinduismus, beeinflusst worden sind, ist das Tamil weniger stark indoarisch beeinflusst.

## Sprachgeschichte

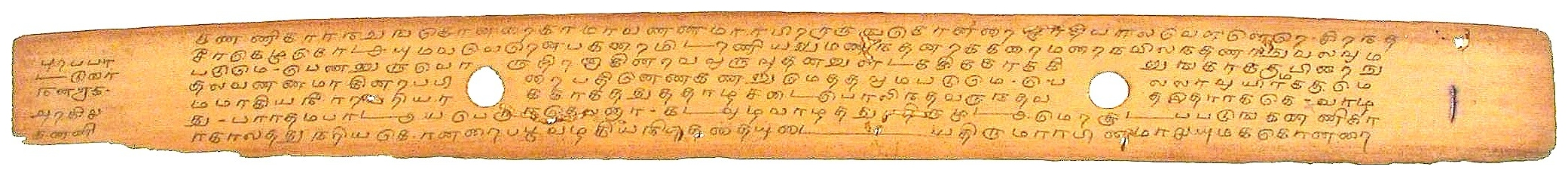
Die ältesten tamilischen Texte sind als Palmblatthandschriften überliefert. Hier eine Seite aus einem Manuskript des Sangam-Werkes Purananuru.

Tamil hat eine über zweitausendjährige Sprachgeschichte, die in drei Perioden eingeteilt wird: Alt-Tamil (300 v. Chr. – 700 n. Chr.), Mittel-Tamil (700–1600) und modernes Tamil (seit 1600).
Die Vorgeschichte des Tamil liegt weitgehend im Dunkeln, da ungeklärt ist, ob die dravidischen Sprachen in Indien autochthon sind, oder ob sie in prähistorischer Zeit von außerhalb auf den Subkontinent gelangten. Die unter den tamilischen Nationalisten populäre Vorstellung, die Tamilen stammten vom versunkenen Kontinent Kumarikkandam, muss dagegen als rein legendär gelten. Auch die Etymologie des Namens „Tamil“ ist unklar. Vorgeschlagen werden unter anderem Herleitungen von taku „geeignet, angemessen“, von tāmarai „Lotus“ und von *tam-miḻ „eigene Sprache“.
Die geschichtliche Phase des Tamil beginnt mit den ältesten bekannten Sprachzeugnissen, Steininschriften aus dem Jahr 254 v. Chr., die in einer speziellen Form der Brahmi-Schrift abgefasst sind. Das älteste bekannte Werk der tamilischen Literatur, das Grammatikwerk Tolkappiyam, wird meist auf die Zeit um 100 oder 200 v. Chr. datiert. Das Tolkappiyam ist ebenso wie die in den ersten Jahrhunderten n. Chr. entstandenen Liebes- und Heldendichtungen der Sangam-Literatur auf Alt-Tamil verfasst. Diese Sprachform zeichnet sich durch den häufigen Verzicht auf Endungen aus und ist für heutige Tamilen nicht ohne weiteres verständlich.
Schon in den ältesten Sprachschichten des Tamil finden sich, wenn auch nur vereinzelt, Lehnwörter aus dem Sanskrit und den mittelindischen Prakrit-Sprachen. Ab dem 7. Jahrhundert nahm der Einfluss des Sanskrit im Zuge der fortschreitenden kulturellen Beeinflussung der tamilischen Gebiete durch die arische Kultur Nordindiens spürbar zu und erreichte um das Jahr 1000 seinen Höhepunkt. Immer mehr Sanskrit-Wörter fanden ihren Weg ins Tamil. Vor allem in der religiösen Literatur wurde zwischen dem 14. und 16. Jahrhundert sogar eine regelrechte Mischsprache aus Sanskrit und Tamil (als மணிப்பிரவாளம் maṇippiravāḷam bezeichnet) populär. Die Beeinflussung durch das Sanskrit war im Tamil aber nie so stark wie in den anderen dravidischen Literatursprachen. Anders als diese übernahm das Tamil nicht die stimmhaften und aspirierten Laute des Sanskrit in sein Lautsystem, sondern passte die Lehnwörter weitgehend an die tamilische Phonologie an. Auch genoss das sanskritisierte Tamil nicht automatisch ein höheres Prestige, sondern blieb nur ein Stil, der neben dem „reinen“ Tamil existierte.
Anfang des 20. Jahrhunderts bildete sich in Tamil Nadu unter Führung von E. V. Ramasami die tamilisch-nationalistische „Dravidische Bewegung“ heraus, die für einen unabhängigen Dravidenstaat und gegen die gesellschaftliche Dominanz der Brahmanenkaste eintrat. Zur gleichen Zeit hoben Spekulationen um einen möglichen dravidischen Ursprung der kürzlich entdeckten Indus-Kultur und die Wiederentdeckung einer großen Zahl von in Vergessenheit geratenen Werken der Sangam-Literatur das kulturelle und sprachliche Selbstbewusstsein der Tamilen. In diesem Klima entstand die sprachpuristische Tanittamil-Iyakkam (தனித்தமிழ் இயக்கம், „Reines-Tamil-Bewegung“), die eine „Bereinigung“ des Tamil von Sanskrit-Einflüssen anstrebte. Unter ihrem Einfluss wurde ein Großteil der Sanskrit-Lehnwörter durch tamilische Wörter ersetzt. Der tamilische Sprachnationalismus richtete sich auch gegen den nach der indischen Unabhängigkeit wachsenden Einfluss der nordindischen Sprache Hindi. Als die indische Zentralregierung 1965 versuchte, Hindi als alleinige Nationalsprache einzuführen, kam es in Tamil Nadu zu mitunter gewaltsamen Protesten, bis hin zur Selbstverbrennung eines Aktivisten der DMK-Partei.
Im Jahr 2004 verlieh die indische Regierung Tamil offiziell den Status einer klassischen Sprache. Neben dem Tamil haben noch Sanskrit, Kannada, Malayalam, Odia und Telugu diesen Status erhalten.

## Sprachformen
Im heutigen Tamil herrscht eine ausgeprägte Situation der Diglossie vor, das heißt die Umgangs- und Schriftsprache unterscheiden sich stark voneinander. Die beiden Varietäten werden je nach Situation in komplementärer Verteilung benutzt. Die prestigeträchtigere Schriftsprache (செந்தமிழ் centamiḻ) wird bei geschriebenen Texten, Rundfunksendungen und formalen Anlässen (Reden, Vorträgen etc.) benutzt, während die Umgangssprache (கொடுந்தமிழ் koṭuntamiḻ) die Sprache der gewöhnlichen Alltagskonversation ist. Daneben kommt die Umgangssprache in begrenztem Maße auch in der schriftlichen Domäne zum Einsatz, etwa für Dialogpassagen in moderner Prosaliteratur. Die Diglossie ist typisch für die südasiatischen Sprachen, im Tamil jedoch am deutlichsten ausgeprägt.
Die Umgangssprache unterscheidet sich in Phonologie, Morphologie und Wortschatz von der Schriftsprache. Generell zeichnet sich die Umgangssprache durch eine stärkere phonetische Verschleifung aus. So wird die Abschiedsformel போய்விட்டு வாருங்கள் pōyviṭṭu vāruṅkaḷ (wörtlich etwa: „gehen Sie und kommen Sie wieder“) in der Umgangssprache zu போய்ட்டு வாங்க pōyṭṭu vāṅka. Außerdem setzt die Umgangssprache teilweise anderslautende Suffixe ein (z. B. -kiṭṭa statt -iṭam für den Lokativ bei Personen) und unterscheidet sich im Bereich des Wortschatzes vor allem durch die größere Anzahl an englischen Lehnwörtern. Die in diesem Artikel beschriebene Sprachform ist die moderne Schriftsprache.
Die Umgangssprache unterteilt sich wiederum in zahlreiche Dialekte. Hierbei unterscheiden sich vor allem die Dialekte Sri Lankas von jenen auf dem indischen Festland. Sie sind besonders konservativ und haben einige Merkmale des Alt-Tamil bewahrt, die in der modernen Schriftsprache verloren gegangen sind (z. B. die dreifache Abstufung der Deixis: இவன் ivaṉ „dieser (hier)“, உவன் uvaṉ „dieser (dort)“ und அவன் avaṉ „jener“). Parallel zu den geografischen Dialekten existieren Kastendialekte bzw. Soziolekte. Die Hauptunterscheidung liegt dabei zwischen den Dialekten der Brahmanen und Nichtbrahmanen. Nicht zuletzt durch den Einfluss der tamilischen Filmproduktion hat sich eine Art überregionale Standard-Umgangssprache entwickelt, die auf der von der gebildeten nichtbrahmanischen Bevölkerung verwendeten Sprache beruht.

## Phonologie

### Konsonanten
Das Tamil verfügt über folgende 16 bzw. 18 konsonantische Phoneme (angegeben sind der entsprechende Buchstabe der Tamil-Schrift, die Transliteration und der Lautwert in der IPA-Lautschrift):
|               | Labial  | Dental  | Alveolar     | Retroflex | Palatal | Velar         |
| ------------- | ------- | ------- | ------------ | --------- | ------- | ------------- |
| Plosive       | ப் p /p/ | த் t /t̪/ |              | ட் ṭ /ʈ/   | ச் c /ʧ/ | க் k /k/       |
| Nasale        | ம் m /m/ | ந் n /n̪/ | (ன் ṉ /n/) *) | ண் ṇ /ɳ/   | ஞ் ñ /ɲ/ | (ங் ṅ /ŋ/) **) |
| Vibranten     |         |         | ற் ṟ /r/      |           |         |               |
| Flaps         |         | ர் r /ɾ̪/ |              |           |         |               |
| Laterale      |         | ல் l /l̪/ |              | ள் ḷ /ɭ/   |         |               |
| Approximanten | வ் v /ʋ/ |         |              | ழ் ḻ /ɻ/   | ய் y /j/ |               |

*) Der alveolare Nasal /n/ kommt in komplementärer Verteilung zum dentalen Nasal /n̪/ vor (zwischen Vokalen und am Wortende) und kann daher nicht als vollwertiges Phonem gewertet werden.

**) Der velare Nasal /ŋ/ kommt fast nur vor dem entsprechenden Plosiv /k/ vor und kann daher als Allophon von /n/ gewertet werden. (Ausnahme: இங்ஙானம் iṅṅaṉam [ˈiŋːənʌm] „auf diese Weise“).
Wie es für die Sprachen Südasiens typisch ist, unterscheidet das Tamil zwischen dentalen (mit der Zunge an den Zähnen gesprochenen) und retroflexen (mit zurückgebogener Zunge gesprochenen) Konsonanten (vgl. பத்து pattu [ˈpat̪ːɯ] „zehn“ und பட்டு paṭṭu [ˈpaʈːɯ] „Seide“). Ein für das Tamil charakteristischer Laut ist das ழ் ḻ, das teils als retroflexer Approximant /ɻ/, teils als retroflexer Frikativ /ʐ/ beschrieben wird. Alle Konsonanten außer /ɾ/ und /ɻ/ können verdoppelt vorkommen (vgl. புளி puḷi [ˈpuɭi] „Tamarinde“ und புள்ளி puḷḷi [ˈpuɭːi] „Punkt“).
Da Stimmlosigkeit und Stimmhaftigkeit bei echten Tamil-Wörtern nicht distinktiv (bedeutungsunterscheidend) sind und da Tamil anders als die meisten anderen indischen Sprachen keine aspirierten Konsonanten kennt, ist die Anzahl der Konsonantenphoneme im Tamil verhältnismäßig gering. Dafür haben die Plosive (Verschlusslaute) eine große Zahl an Allophonen, d. h. sie werden in Abhängigkeit von ihrer Position im Wort unterschiedlich ausgesprochen (siehe Aussprache des Tamil). Generell werden die Plosive am Wortanfang und in Verdopplung stimmlos, nach Nasal und zwischen Vokalen stimmhaft gesprochen (vgl. பட்டம் paṭṭam [ˈpaʈːʌm] „Titel“ und படம் paṭam [ˈpaɖʌm] „Bild“). Zwischen Vokalen tendieren sie außerdem dazu, als Frikative (Reibelaute) gesprochen zu werden (vgl. மக்கள் makkaḷ [ˈmakːəɭ] „Leute“ und மகள் makaḷ [ˈmaxəɭ] „Tochter“).
In Lehnwörtern können auch am Wortanfang stimmhafte Plosive vorkommen (z. B. பஸ் pas [bas] „Bus“, von engl. bus). Ferner kommen außer dem einheimischen Kerninventar an Konsonantenphonemen in Lehnwörtern noch die Phoneme /f/, /ɦ/, /ʤ/, /s/ und /ʂ/ vor.
Retroflexe und alveolare Konsonanten sowie Liquida können in echten Tamil-Wörtern nicht am Wortanfang vorkommen, am Wortende sind nur /m/, /n/, /ɳ/, /ɾ/, /l/, /ɭ/, /ɻ/ und /j/ zulässig. Konsonantenanhäufungen kommen in echten Tamil-Wörtern nur beschränkt im Wortinneren vor, d. h. ein Wort kann nicht mit zwei Konsonanten beginnen oder enden. Nicht von diesen Regeln betroffen sind lautmalerische Wörter (z. B. ணங் ṇaṅ [ɳaŋ] „Klang einer Münze“) und Lehnwörter (z. B. டிக்கட் ṭikkaṭ [ˈʈikːəʈ] „Eintrittskarte, Fahrschein“, von engl. ticket).

### Vokale
Die Vokallänge ist im Tamil bedeutungsunterscheidend (vgl. eri [ˈjeɾi] „brennen“ und ēri [ˈjeːɾi] „See“). Die fünf einfachen Vokale a, i, u, e und o kommen jeweils als kurze und lange Variante vor:
|             | vorne   | vorne    | zentral | zentral  | hinten  | hinten   |
|             | kurz    | lang     | kurz    | lang     | kurz    | lang     |
| ----------- | ------- | -------- | ------- | -------- | ------- | -------- |
| geschlossen | இ i /i/ | ஈ ī /iː/ |         |          | உ u /u/ | ஊ ū /uː/ |
| mitte       | எ e /e/ | ஏ ē /eː/ |         |          | ஒ o /ɔ/ | ஓ ō /oː/ |
| offen       |         |          | அ a /a/ | ஆ ā /aː/ |         |          |

Daneben werden die beiden Diphthonge ஐ ai /ai̯/ und ஔ au /au̯/ als Phoneme gewertet, so dass das Tamil insgesamt über zwölf vokalische Phoneme verfügt. Die genaue Aussprache der Vokale hängt teilweise von ihrer Stellung im Wort und den umgebenden Lauten ab. Insbesondere wird das kurze u am Wortende ungerundet und überkurz als [ɯ] gesprochen.
Der Wortakzent liegt im Tamil stets auf der ersten Silbe, ist aber nur schwach ausgeprägt.

### Sandhi
Beim Aufeinandertreffen von Wortbestandteilen oder Wörtern im Satz treten phonologische Prozesse auf, die man als Sandhi bezeichnet. Wird an ein vokalisch auslautendes Wort ein Suffix, das mit einem Vokal beginnt, angefügt, kann ein [ɯ] am Wortende ausfallen (z. B. கதவு katavu + -ஐ -ai > கதவை katavai „die Tür (Akkusativ)“), in anderen Fällen wird ein Gleitlaut eingefügt (தம்பி tampi + -ஐ -ai > தம்பியை tampiyai „den jüngeren Bruder“). Beim Aufeinandertreffen von zwei Konsonanten können bestimmte Lautwandel eintreten, z. B. wandelt sich etwa das auslautende [l] im Wort பல் pal „Zahn“ vor dem Pluralsuffix -கள் -kaḷ in ein [r]: பற்கள் paṟkaḷ. In früheren Sprachstufen konnten beim Aufeinandertreffen zweier Wörter im Satz (sog. externer Sandhi) Lautveränderungen über die Wortgrenzen hinweg auftreten (z. B. பணம் paṇam + கொடுங்கள் koṭuṅkaḷ > பணங்கொடுங்கள் paṇaṅkoṭuṅkaḷ „geben Sie Geld“). Im modernen Tamil beschränkt sich der externe Sandhi im Wesentlichen darauf, dass nach bestimmten Wörtern oder Endungen ein anlautender Plosiv des folgenden Wortes verdoppelt und an das erste Wort gehängt wird, z. B. இந்த inta + புத்தகம் puttakam > இந்தப் புத்தகம் intap puttakam „dieses Buch“.

## Schrift und Aussprache

### Schrift
| Vokale          | Vokale | Vokale | Vokale | Vokale | Vokale |
| --------------- | ------ | ------ | ------ | ------ | ------ |
| அ a             | ஆ ā    | இ i    | ஈ ī    | உ u    | ஊ ū    |
| எ e             | ஏ ē    | ஐ ai   | ஒ o    | ஓ ō    | ஔ au   |
| Konsonanten     |        |        |        |        |        |
| க ka            | ங ṅa   | ச ca   | ஞ ña   | ட ṭa   | ண ṇa   |
| த ta            | ந na   | ப pa   | ம ma   | ய ya   | ர ra   |
| ல la            | வ va   | ழ ḻa   | ள ḷa   | ற ṟa   | ன ṉa   |
| Grantha-Zeichen |        |        |        |        |        |
| ஜ ja            | ஷ ṣa   | ஸ sa   | ஹ ha   | க்ஷ kṣa |        |

Hauptartikel: Tamilische Schrift
Wie viele indische Sprachen verfügt Tamil über eine eigene Schrift, die Tamilische Schrift. Es handelt sich, wie bei allen Schriften des indischen Schriftenkreises, um eine Zwischenform aus Alphabet und Silbenschrift, ein sogenanntes Abugida. Das Grundelement der Schrift ist ein Konsonantenzeichen mit dem inhärenten Vokal a (z. B. க ka, ம ma). Folgt dem Konsonanten ein anderer Vokal, wird dieser mithilfe eines diakritischen Zeichens ausgedrückt (z. B. கா kā, மா mā). Dieses sogenannte Sekundärvokalzeichen ist unselbstständig und bildet mit dem Konsonantenzeichen eine feste Einheit. Nur am Wortanfang werden Vokale durch selbständige Schriftzeichen dargestellt (z. B: அ a, ஆ ā). Ein Konsonant, dem kein Vokal folgt, wird durch einen übergesetzten Punkt als Vokalausfallzeichen gekennzeichnet (z. B. க் k).
Von den anderen indischen Schriften unterscheidet sich die Tamil-Schrift in zwei Punkten wesentlich: Aufgrund der Phonologie des Tamil, in der die Stimmhaftigkeit und Aspiration nicht bedeutungsunterscheidend sind, verfügt sie über eine wesentlich geringere Anzahl an Zeichen. Zudem setzt die Tamil-Schrift konsequent das Vokalausfallzeichen, um Konsonantenverbindungen darzustellen, während die anderen indischen Schriften zu diesem Zweck Ligaturen verwenden.
Die Tamil-Schrift verfügt über zwölf selbständige Vokalzeichen und 18 Konsonantenzeichen. Dazu kommen das spezielle Konsonantenzeichen āytam (ஃ, ḵ), das aus dem Alt-Tamil stammt, sowie die sogenannten Grantha-Zeichen, die nur bei Lehnwörtern aus dem Sanskrit oder dem Englischen vorkommen. Durch Kombination der 18 Konsonanten mit den zwölf unselbständigen Vokalzeichen können 216 Konsonant-Vokal-Verbindungszeichen gebildet werden. Im Gesamten ergibt das 247 Buchstaben (ohne die Grantha-Zeichen, die in der Regel nicht mitgezählt werden).

### Aussprache
Hauptartikel: Aussprache des Tamil
Die Aussprache der einzelnen Zeichen kann von ihrer Stellung im Wort abhängen. Generell werden die Plosive (Verschlusslaute) am Wortanfang und in Verdopplung stimmlos, zwischen Vokalen und nach Nasalen hingegen stimmhaft gesprochen, da die stimmlosen und stimmhaften Laute im Tamil Allophone sind. So kann zum Beispiel der Buchstabe ப் p den Lautwert [p] wie in பெண் peṇ [pɘɳ] „Mädchen “oder [b] wie in தம்பி tampi [ˈt̪ambi] „jüngerer Bruder“ haben. Somit ist die Tamil-Schrift gut an die tamilische Phonologie (siehe oben) angepasst, eignet sich aber nur schlecht zur Schreibung von Lehnwörtern aus dem Englischen oder Sanskrit, weil in diesen das Vorkommen von stimmlosen und stimmhaften Lauten nicht positionsgebunden ist. So wird das englische Lehnwort பஸ் pas „Bus“ entgegen der erwähnten Regel mit stimmhaftem Anlaut [bas] gesprochen.

### Umschrift

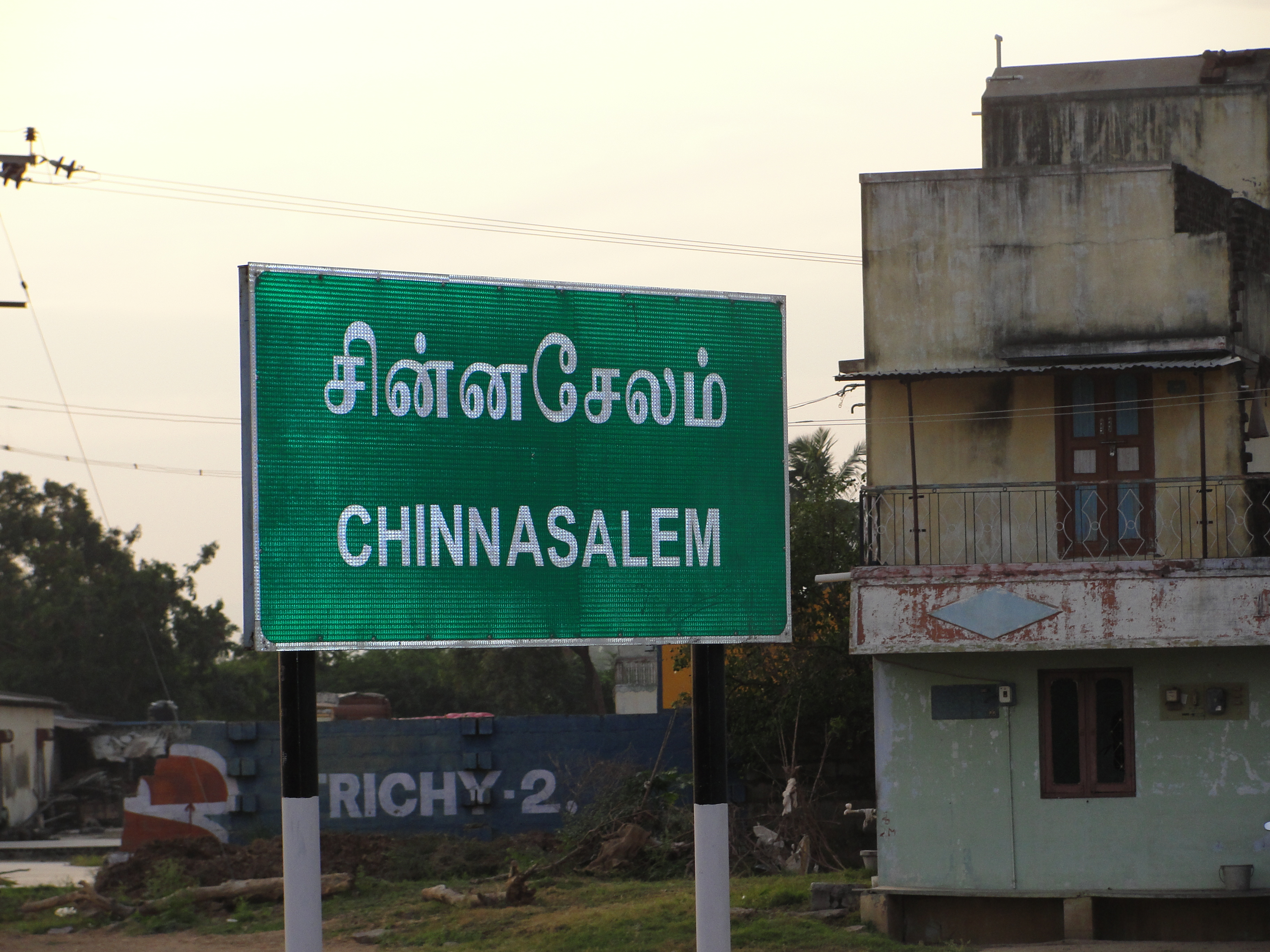
Zweisprachiges Ortsschild der Stadt Chinnasalem (Tamil: சின்னசேலம் Ciṉṉacēlam) in Tamil Nadu

Für die wissenschaftliche Umschrift des Tamil gilt die für das Tamil Lexicon (1924–1939) entwickelte Transliteration nach ISO 15919 als Standard. Diese Umschrift wird auch in diesem Artikel verwendet. Sie ähnelt der für das Sanskrit entwickelten IAST-Transkription, verfügt aber über besondere Umschriftzeichen für die dem Tamil eigenen Buchstaben. Nicht einheitlich gehandhabt wird die Umschrift des Buchstabens ழ், der als ḻ, ẓ oder r ̤ wiedergegeben werden kann. Da die Transliteration sich am tamilischen Schriftbild orientiert, ist eine Kenntnis der Phonologie des Tamil vonnöten, um von der Umschrift auf die genaue Aussprache schließen zu können.
Im nichtwissenschaftlichen Bereich, z. B. bei der Schreibung tamilischer Orts- oder Personennamen in lateinischer Schrift, existiert keine einheitliche Konvention. Für ein und dasselbe Wort können mitunter mehrere unterschiedliche Schreibweisen in Lateinschrift üblich sein. Die Schreibung richtet sich dabei nach der Aussprache und orientiert sich mehr oder weniger stark an der englischen Orthografie (z. B. ee und oo für ī und ū). Charakteristisch ist, dass das dentale t meist mit th umschrieben wird (z. B. Thanjavur für தஞ்சாவூர் Tañcāvūr).

## Grammatik

### Wortarten und Wortbildung
Über die Anzahl der Wortarten des Tamil herrscht in der Fachliteratur keine Einigkeit. Die Hauptwortarten sind Nomina (Wörter, die dekliniert werden können), Verben (Wörter, die konjugiert werden können) und Indeklinable (Wörter, die nicht flektiert werden können). Letztere können nach ihrer Funktion weiter in Adjektive, Adverbien, Postpositionen, Klitika etc. eingeteilt werden.
Die Möglichkeiten zur Derivation (Ableitung) von Wörtern sind im Tamil nicht besonders ausgeprägt. Nomina können durch bestimmte Suffixe aus Verben abgeleitet werden (z. B. சிரி ciri „lachen“, சிரிப்பு cirippu „(das) Lachen“). Der umgekehrte Weg ist aber nicht möglich, die Verben bilden also eine geschlossene, nicht produktive Klasse. Sowohl Nomina als Verben können zu Komposita zusammengesetzt werden.

### Morphologie
Die Morphologie (Formenlehre) des Tamil ist hochgradig agglutinativ. Das Tamil setzt Suffixe (Nachsilben) ein, um die Beziehungen von Wörtern untereinander auszudrücken. Dabei sind im Gegensatz zu flektierenden Sprachen wie dem Deutschen oder Lateinischen diese Suffixe bis auf wenige Ausnahmen eindeutig, d. h. ein Suffix drückt genau eine Funktion aus, und eine Funktion wird stets durch dasselbe Suffix ausgedrückt. So wird etwa die Form வாத்தியர்களுக்கு vāttiyarkaḷukku „den Lehrern“ durch Kombination des Plural-Suffixes -kaḷ und des Dativ-Suffixes -ukku gebildet, während in den lateinischen Formen magistro „dem Lehrer“ und magistris „den Lehrern“ die Endungen -o und -is gleichzeitig Kasus und Numerus ausdrücken.
Viele Sachverhalte, die im Deutschen analytisch, d. h. durch Einzelwörter, bezeichnet werden, drückt das Tamil synthetisch durch Suffixe aus. Durch Kombination mehrerer Suffixe können Wörter von teils erheblicher Länge und Informationsfülle gebildet werden. So lässt sich vom Verb செய் cey „tun“ die Form செய்யாதவர்களிடமிருந்தும் ceyyātavarkaḷiṭamiruntum ableiten, die „auch von denen, die nicht machen“ bedeutet und sich folgendermaßen auflösen lässt:
| cey.y    | -āt(u)   | -a       | -v.ar           | -kaḷ   | -iṭam   | -irunt(u) | -um             |
| „machen“ | Negation | Partizip | Nominalisierung | Plural | Lokativ | Ablativ   | Inklusiv-Marker |

#### Nomina
Zur Wortklasse der Nomina gehören auch Pronomina, Quantitätsbezeichnungen wie எல்லாம் ellām „alles“ und Zahlwörter, nicht jedoch Adjektive, da diese im Tamil indeklinabel sind. Artikel wie im Deutschen gibt es im Tamil nicht, jedoch entspricht dem deutschen unbestimmten Artikel „ein“ oft das Zahlwort ஒரு oru, anstelle des bestimmten Artikels „der/die/das“ werden bisweilen die Demonstrativpronomina அந்த anta „jener“ bzw. இந்த inta „dieser“ verwendet.
Das Genus (grammatische Geschlecht) der Wörter im Tamil entspricht ihrem natürlichen Geschlecht (Sexus). Die Nomina werden dabei in zwei Hauptklassen eingeteilt: Die „Hochklasse“ (உயர்திணை uyartiṇai), die vernunftbegabte Wesen (Menschen, Götter) bezeichnet, und die „Niederklasse“ (அஃறிணை aḵṟiṇai) bzw. das Neutrum für nicht vernunftbegabte Wesen (Kinder, Tiere, Dinge). Die Hochklasse wird weiter unterteilt in Maskulinum (männlich), Femininum (weiblich) und gemeingeschlechtliche Formen (Epicönum), die sowohl Maskulina als Feminina bezeichnen können und zugleich stets Höflichkeit ausdrücken. In bestimmten Zusammenhängen spielt auch die Belebtheit eines Nomens eine Rolle.
Das Genus eines Nomens ist nicht immer aus seiner Form ersichtlich, manche Nomina weisen aber eines der Genussuffixe -aṉ (Maskulinum, z. B. மாணவன் māṇavaṉ „Student“), -i (Femininum, z. B. மாணவி māṇavi „Studentin“) oder -ar (Epicönum, z. B. மாணவர் māṇavar „Student(in)“) auf. Neutra enden oft auf -am.

##### Deklination
Das Tamil kennt folgende acht Kasus:
- Der Nominativ hat keine Endung und ist die Grundform eines Nomens.
- Der Akkusativ (Endung -ai) drückt das bestimmte direkte Objekt aus (நீ இந்தப் புத்தகத்தைப் படி nī intap puttakattaip paṭi „lies dieses Buch“). Unbestimmte direkte Objekte erscheinen hingegen im Nominativ, sofern sie nicht der Hochklasse angehören (நீ ஒரு புத்தகம் படி nī oru puttakam paṭi „lies ein Buch“).
- Der Dativ (Endung meist -(u)kku) drückt das indirekte Objekt (எனக்குப் பணம் கொடுங்கள் enakkup paṇam koṭuṅkaḷ „geben Sie mir Geld“) oder das Ziel einer Bewegung aus (அவன் ஊருக்குப் போனான் avaṉ ūrukkup pōṉāṉ „er ging in die Stadt“).
- Der Soziativ (Endungen -ōṭu oder -uṭan) bezeichnet eine Begleitung und beantwortet die Frage „(zusammen) mit wem?“ (அவன் தன் மனைவியோடு வந்தான் avaṉ taṉ maṉaiviyōṭu vantāṉ „er kam zusammen mit seiner Frau“).
- Der Genitiv (Endung -uṭaiya oder -atu, meist mit Bindesuffix -iṉ-) drückt ein Besitzverhältnis aus (அப்பாவினுடைய வேலை appāviṉuṭaiya vēlai „Vaters Arbeit“). Dieselbe Bedeutung lässt sich auch durch die bloße Obliquusform, meist erweitert um das Suffix -iṉ ausdrücken (அப்பாவின் வேலை appāviṉ vēlai „Vaters Arbeit“). Das Genitivattribut erscheint stets vor seinem Bezugswort.
- Der Instrumental (Endung -āl) drückt ein Mittel oder einen Grund aus und beantwortet die Frage „womit“ oder „wodurch“ (நான் சாவியால் கதவைத் திறந்தேன் nāṉ cāviyāl katavait tiṟantēṉ „ich öffnete die Tür mit dem Schlüssel“).
- Der Lokativ setzt für belebte und unbelebte Nomina jeweils unterschiedliche Suffixe ein, die sich auch in ihrer Bedeutung unterscheiden. Bei unbelebten Nomina drückt das Suffix -il eine Ortsangabe aus und beantwortet die Frage „wo“ (நகரத்தில் nakarattil „in der Stadt“). Bei belebten Nomina drückt die Endung -iṭam ähnlich wie der Dativ das indirekte Objekt (என்னிடம் பணம் கொடுங்கள் enniṭam paṇam koṭuṅkaḷ „geben Sie mir Geld“) oder das Ziel einer Bewegung aus (குழந்தை அம்மாவிடம் நடந்தது kuḻantai ammāviṭam naṭantatu „das Kind lief zur Mutter“). Beim indirekten Objekt drückt der Lokativ im Gegensatz zum Dativ jedoch keinen ständigen Besitz aus.
- Der Ablativ (Lokativ + -iruntu) bezeichnet den Ausgangspunkt einer Bewegung und beantwortet also die Frage „woher“ (அவன் மரத்திலிருந்து விழுந்தான் avaṉ marattiliruntu viḻuntāṉ „er fiel vom Baum“).

Während der Nominativ die endungslose Grundform ist, werden die übrigen Kasus gebildet, indem eine Endung an eine spezielle Form, den sogenannten Obliquus, angehängt wird. Der Obliquus kann auch ohne nachfolgendes Kasussuffix vorkommen und hat dann genitivische Bedeutung. Bei den meisten Nomina sind Nominativ- und Obliquusform identisch. Die zahlenmäßig große Gruppe der Wörter auf -am ersetzt diese Endung im Obliquus durch -attu (மரம் maram – மரத்து marattu „Baum“). Wörter auf -ṭu und -ṟu verdoppeln den auslautenden Konsonanten im Obliquus (வீடு vīṭu – வீட்டு vīṭṭu „Haus“). Personalpronomina und wenige weitere Wörter haben spezielle Formen für den Obliquus (நான் nāṉ – என் eṉ „ich“). Zusätzlich kann der Obliquus durch das sogenannte euphonische Suffix -iṉ markiert werden.
Neben den acht erwähnten Kasus gibt es noch den Vokativ (Endung meist -ē), der als Anredeform fungiert (மகனே makaṉē „o Sohn!“). Weil er aber nicht auf der Basis des Obliquus gebildet wird und keine echte syntaktische Funktion erfüllt, wird er nicht immer als vollwertiger Kasus gezählt. Genauere Beziehungen zwischen Wörtern können durch Postpositionen ausgedrückt werden, die den Dativ oder Akkusativ regieren oder direkt an den Obliquus angefügt werden (z. B. வீட்டுக்கு முன்னால் vīṭṭukku muṉṉāl „vor dem Haus“, மேசையின் மேல் mecaiyiṉ mēl „auf dem Tisch“).
Die Beschreibung des Kasussystems des Tamil richtet sich nach dem Vorbild der Sanskrit-Grammatik. Ältere Grammatiken übernehmen sogar gänzlich die Einteilung in die acht Kasus des Sanskrit (Nominativ, Akkusativ, Instrumental, Dativ, Ablativ, Genitiv, Lokativ, Vokativ). Neuere Beschreibungen werten meist den Soziativ, der in älteren Grammatiken als Variante des Instrumentals angesehen wird, als eigenen Kasus. Nach wie vor bestehen aber einige Ungereimtheiten, wie am Fall des Lokativs deutlich wird, der jeweils unterschiedliche Suffixe mit unterschiedlichen Bedeutungen in sich vereint. Es lässt sich auch nur schwerlich eine klare Grenze zwischen Kasussuffixen und Postpositionen treffen. So wird der Ablativ, obwohl er sich aus einem Kasussuffix und einer gebundenen Postposition (Lokativ + -iruntu) zusammensetzt, als eigenständiger Kasus gerechnet, der ähnlich gelagerte Benefaktiv (Dativ + -āka) mit der Bedeutung „für“, „um … willen“ aber nicht. Ein starres Kasussystem nach dem Vorbild der indogermanischen Sprachen eignet sich also nicht allzu gut zur Beschreibung der Tamil-Grammatik.
Das Tamil kennt zwei Numeri, den Singular und den Plural. Der Plural wird durch Anfügung des Pluralsuffixes -கள் -kaḷ bzw. (je nach Auslaut des Nomens) -க்கள் -kkaḷ gebildet. Nomina auf -aṉ ersetzen vor dem Pluralsuffix diese Endung durch -ar (மனிதன் maṉitaṉ „Mann“, மனிதர்கள் maṉitarkaḷ „Männer“), bei den Neutra auf -am wandelt sich das auslautende -m in ein -ṅ (படம் paṭam „Bild“, படங்கள் paṭaṅkaḷ „Bilder“). Die Kasussuffixe sind im Plural dieselben wie im Singular und werden an das Pluralsuffix angehängt.
Manche Grammatiken teilen die Nomina nach den lautlichen Änderungen, die bei der Bildung des Obliquus und des Plurals auftreten, in vier Deklinationsklassen (Maskulina auf -aṉ, Neutra auf -am, Neutra auf -ṭu und -ṟu, alle übrigen Nomina) ein. Da die Veränderungen aber anhand der lautlichen Struktur des Wortes vorhersagbar sind und die Kasussuffixe in allen Deklinationsklassen identisch sind, existiert im Grunde nur ein Paradigma. Als Beispiel ist die Deklination des Wortes மரம் maram „Baum“ angegeben:
| Kasus        | Singular | Singular       | Plural    | Plural           |
| ------------ | -------- | -------------- | --------- | ---------------- |
| Nominativ    | மரம்      | maram          | மரங்கள்     | maraṅkaḷ         |
| Obliquus     | மரத்து     | marattu        | –         | –                |
| Akkusativ    | மரத்தை     | marattai       | மரங்களை     | maraṅkaḷai       |
| Dativ        | மரத்திற்கு   | marattukku     | மரங்களுக்கு   | maraṅkaḷukku     |
| Soziativ     | மரத்தோடு    | marattōṭu      | மரங்களோடு    | maraṅkaḷōṭu      |
| Genitiv      | மரத்துடைய   | marattuṭaiya   | மரங்களுடைய   | maraṅkaḷuṭaiya   |
| Instrumental | மரத்தால்    | marattāl       | மரங்களால்    | maraṅkaḷāl       |
| Lokativ      | மரத்தில்    | marattil       | மரங்களில்    | maraṅkaḷil       |
| Ablativ      | மரத்திலிருந்து | marattiliruntu | மரங்களிலிருந்து | maraṅkaḷiliruntu |

##### Pronomina
Bei den Personalpronomina unterscheidet das Tamil in der 1. Person Plural zwischen inklusivem und exklusivem Wir: Das inklusive Pronomen nām bezieht den Angesprochenen mit ein (z. B. நாம் சினிமாவுக்குப் போவோம் nām ciṉimāvukkup pōvōm „wir gehen ins Kino“, d. h. du kommst mit), während das exklusive Pronomen nāṅkaḷ verwendet wird, wenn der Angesprochene ausgeschlossen wird (z. B. நாங்கள் சினிமாவுக்குப் போவோம் nāṅkaḷ ciṉimāvukkup pōvōm „wir gehen ins Kino“, d. h. du bleibst zuhause). In der 3. Person dienen die Demonstrativpronomina auch als Personalpronomina. Dabei drücken die Formen mit i- eine nahe Deixis aus (ivaṉ „dieser, er hier“), die Formen mit a- eine ferne Deixis (avaṉ „jener, er dort“). Die Pronomina der 3. Person kommen in allen drei Genera (Maskulinum, Femininum, Neutrum) sowie der doppelgeschlechtlichen Form (Epicönum) vor. In der 3. Person Plural gibt es nur zwei Formen, Epicönum und Neutrum. Das Pronomen der 2. Person Plural nīṅkaḷ „ihr“ kann wie das deutsche „Sie“ zur höflichen Anrede benutzt werden. In der 3. Person drücken die gemeingeschlechtlichen Formen stets Höflichkeit aus, wobei die Pluralform auch singularisch verwendet werden kann.
| Person       | Tamil         | Tamil             | Deutsch                  |
| ------------ | ------------- | ----------------- | ------------------------ |
| 1. Sg.       | நான்            | nāṉ               | ich                      |
| 2. Sg.       | நீ             | nī                | du                       |
| 3. Sg. m.    | இவன் / அவன்     | ivaṉ / avaṉ       | er, dieser/jener         |
| 3. Sg. f.    | இவள் / அவள்     | ivaḷ / avaḷ       | sie, diese/jene          |
| 3. Sg. n.    | இது / அது       | itu / atu         | es, dies/das             |
| 3. Sg. m./f. | இவர் / அவர்     | ivar / avar       | er/sie, diese(r)/jene(r) |
| 1. Pl.       | நாங்கள்          | nāṅkaḷ            | wir (exklusiv)           |
| 1. Pl.       | நாம்            | nām               | wir (inklusiv)           |
| 2. Pl.       | நீங்கள்          | nīṅkaḷ            | ihr, Sie                 |
| 3. Pl. m./f. | இவர்கள் / அவர்கள் | ivarkaḷ / avarkaḷ | sie, diese/jene          |
| 3. Pl. n.    | இவைகள் / அவைகள்   | ivaikaḷ / avaikaḷ | sie, diese/jene          |

Zu den Interrogativpronomina (Fragewörtern) gehören யார் yār „wer“, என்ண eṉṉa „was“, எங்கே eṅkē „wo“, ஏன் ēṉ „warum“, எப்படி eppaṭi „wie“ etc. Diese lassen sich durch Anfügung des Markers -um in alles-inklusive Pronomina (யாரும் yārum „jeder“) und durch die Anfügung der Marker -āvatu bzw. -ō in Indefinitpronomina (யாராவது yārāvatu bzw. யாரோ yārō „jemand“) umwandeln.

##### Zahlwörter
Bei den Zahlwörtern haben die Zahlen von 1 bis 8 sowie die Zehner, Hunderter etc. jeweils eigene Zahlennamen. Die übrigen Zahlen werden aus diesen Grundzahlen zusammengesetzt. Die Zehner von 20 bis 80, die Hunderter von 200 bis 800 und alle Tausender werden jeweils als Vielfache von 10, 100 bzw. 1000 gebildet (z. B. 60 அறுபது aṟu-patu). Die Zahlen 9, 90 und 900 werden dagegen von der jeweils nächsthöheren Zahleinheit abgeleitet, indem das Element oṉ bzw. toḷ vorangestellt wird: Vergleiche 9 ஒன்பது oṉ-patu mit 10 பத்து pattu und 900 தொள்ளாயிரம் toḷḷ-āyiram mit 1000 ஆயிரம் āyiram. Die eigenständigen Zahlwörter für 100.000 und 10.000.000 sind typisch für südasiatische Sprachen (vgl. Lakh und Crore).
| Zahl       | Zahlwort | Zahlwort   |
| ---------- | -------- | ---------- |
| 1          | ஒன்று      | oṉṟu       |
| 2          | இரண்டு     | iraṇṭu     |
| 3          | மூன்று      | mūṉṟu      |
| 4          | நான்கு      | nāṉku      |
| 5          | ஐந்து      | aintu      |
| 6          | ஆறு       | āṟu        |
| 7          | ஏழு       | ēḻu        |
| 8          | எட்டு      | eṭṭu       |
| 9          | ஒன்பது     | oṉpatu     |
| 10         | பத்து      | pattu      |
| 100        | நூறு       | nūṟu       |
| 1000       | ஆயிரம்     | āyiram     |
| 100.000    | ஒரு லட்சம்  | oru laṭcam |
| 10.000.000 | ஒரு கோடி    | oru kōṭi   |

#### Verben
Das Verb im Tamil bildet im Indikativ drei Tempora (Präsens, Präteritum, Futur), einen Imperativ und eine große Zahl von infiniten Verbformen. Das Präsens wird für gegenwärtige, das Präteritum für vergangene Handlungen benutzt. Das Futur kann sowohl zukünftige Handlungen als auch habituale Handlungen der Vergangenheit oder Gegenwart ausdrücken (z. B. அவன் தினமும் தோசை சாப்பிடுவான் avaṉ tinamum tōcai cāppiṭuvāṉ „er isst täglich Dosai“). Neben diesen drei einfachen Tempora kann mittels Hilfsverben eine Vielzahl von weiteren grammatischen Konzepten ausgedrückt werden. Die Hilfsverben bilden mit dem Hauptverb ein Verbalkompositum, das einen bestimmten Modus oder Aspekt anzeigt: Zum Beispiel drückt das Hilfsverb iru „sein“ das Perfekt aus (நான் நேற்று வந்திருக்கிறேன் nāṉ nēṟṟu vantirukkiṟēṉ „ich bin gestern gekommen“), die Hilfsverben koḷ „halten“ und iru „sein“ bilden zusammen die Verlaufsform (அவள் படித்துக் கொண்டிருக்கிறாள் avaḷ paṭittuk koṇṭirukkiṟāḷ „sie lernt gerade“).
Ein Wort wie das deutsche „nicht“ gibt es im Tamil nicht. Die Negation wird hingegen durch eigene Verbformen ausgedrückt. Diese können entweder synthetisch (z. B. negativer Imperativ செய்யாதே ceyyātē „mache nicht!“) oder mit Hilfe von Hilfsverben (z. B. அவன் செய்யவில்லை avaṉ ceyya.v-illai „er macht/machte nicht“) gebildet werden.

##### Konjugation
Die drei finiten Zeitformen werden nach Person und Numerus konjugiert. Dabei setzt sich ein konjugiertes Verb aus dem Verbstamm, einem Tempussuffix und einem Personalsuffix zusammen. Je nach den Suffixen, die sie zur Bildung der Tempora einsetzen, lassen sich die Verben im Tamil in sieben Klassen einteilen. Während es beim Präsens nur zwei und beim Futur drei verschiedene Tempussuffixe gibt, hat das Präteritum mit fünf verschiedenen Bildungsweisen die größte Bandbreite. Teilweise gibt es Variantenformen der Tempussuffixe; so kann in der gehobenen Sprache das Präsenssuffix -(k)kiṟ- durch -(k)kiṉṟ- ersetzt werden. Welcher Klasse ein Verb angehört, lässt sich bedingt aus dessen lautlicher Struktur schließen. Oftmals wird derselbe Verbstamm in zwei unterschiedlichen Klassen konjugiert, je nachdem, ob die Bedeutung transitiv oder intransitiv ist (z. B. பிரி piri (Klasse II) „sich trennen“ und பிரி piri (Klasse VI) „(etwas) trennen“).
Die Klassen I und V lassen sich nach den Sandhi-Veränderungen, die beim Zusammentreffen von Verbstamm und Tempussuffix auftreten, weiter in drei bzw. vier Unterklassen einteilen. Parallel zu der auf den Tempussuffixen beruhenden Einteilung in sieben Verbklassen gibt es beruhend auf der Stammveränderung vor vokalisch anlautenden Suffixen noch eine Einteilung in schwache, mittlere und starke Verben. Die Verben der Klassen I bis Vb sind schwach und verändern sich nicht, wenn ein vokalisch anlautendes Suffix an den Verbstamm tritt. Die mittleren Verben der Klasse Vc und Vd fügen dagegen ein -k-, die starken Verben der Klassen VI und VII ein -kk- zwischen Stamm und Endung ein.
| Klasse | Beispiel | Beispiel | Beispiel  | Beispiel | Beispiel     | Beispiel   | Beispiel   | Beispiel | Beispiel   |
| Klasse | Stamm    | Stamm    | Bedeutung | Präsens  | Präsens      | Präteritum | Präteritum | Futur    | Futur      |
| ------ | -------- | -------- | --------- | -------- | ------------ | ---------- | ---------- | -------- | ---------- |
| Ia     | செய்       | cey      | machen    | செய்கிறேன்    | ceykiṟēṉ     | செய்தேன்       | ceytēṉ     | செய்வேன்     | ceyvēṉ     |
| Ib     | கொள்       | koḷ      | halten    | கொள்கிறேன்    | koḷkiṟēṉ     | கொண்டேன்       | koṇṭēṉ     | கொள்வேன்     | koḷvēṉ     |
| Ic     | கொல்       | kol      | töten     | கொல்கிறேன்    | kolkiṟēṉ     | கொன்றேன்       | koṉṟēṉ     | கொல்வேன்     | kolvēṉ     |
| II     | வாழ்       | vāḻ      | leben     | வாழ்கிறேன்    | vāḻkiṟēṉ     | வாழ்ந்தேன்      | vāḻntēṉ    | வாழ்வேன்     | vāḻvēṉ     |
| III    | வாங்கு      | vāṅku    | kaufen    | வாங்குகிறேன்   | vāṅkukiṟēṉ   | வாங்கினேன்      | vāṅkiṉēṉ   | வாங்குவேன்    | vāṅkuvēṉ   |
| IV     | கூப்பிடு     | kūppiṭu  | rufen     | கூப்பிடுகிறேன்  | kūppiṭukiṟēṉ | கூப்பிட்டேன்     | kūppiṭṭēṉ  | கூப்பிடுவேன்   | kūppiṭuvēṉ |
| Va     | உண்       | uṇ       | essen     | உண்கிறேன்    | uṇkiṟēṉ      | உண்டேன்       | uṇṭēṉ      | உண்பேன்     | uṇpēṉ      |
| Vb     | என்       | eṉ       | sagen     | என்கிறேன்    | eṉkiṟēṉ      | என்றேன்       | eṉṟēṉ      | என்பேன்     | eṉpēṉ      |
| Vc     | கேள்       | kēḷ      | fragen    | கேட்கிறேன்    | kēṭkiṟēṉ     | கேட்டேன்       | kēṭṭēṉ     | கேட்பேன்     | kēṭpēṉ     |
| Vd     | வில்       | vil      | verkaufen | விற்கிறேன்    | viṟkiṟēṉ     | விற்றேன்       | viṟṟēṉ     | விற்பேன்     | viṟpēṉ     |
| VI     | படி       | paṭi     | lesen     | படிக்கிறேன்   | paṭikkiṟēṉ   | படித்தேன்      | paṭittēṉ   | படிப்பேன்    | paṭippēṉ   |
| VII    | நட       | naṭa     | laufen    | நடக்கிறேன்   | naṭakkiṟēṉ   | நடந்தேன்      | naṭantēṉ   | நடப்பேன்    | naṭappēṉ   |

Die Personalendungen sind prinzipiell für alle drei Tempora dieselben. Bei der Konjugation werden in der 3. Person ebenso wie bei den Personalpronomina vier (im Singular) bzw. zwei (im Plural) Genusformen unterschieden. Für die inklusiven und exklusiven Formen der 1. Person Plural gibt es hingegen nur eine Verbform. Die 3. Person Neutrum ist teilweise unregelmäßig; so wird sie im Futur im Singular und Plural nicht durch die Kombination aus dem Tempus- und Personalsuffix gebildet, sondern besteht aus dem Stamm und dem Suffix -um (அது செய்யும் atu ceyyum „es wird machen“). Auch im Präteritum gibt es bei der 3. Person Neutrum in der Klasse III Unregelmäßigkeiten.
| Person       | Endung | Beispiel      | Beispiel             | Beispiel     |
| ------------ | ------ | ------------- | -------------------- | ------------ |
| 1. Sg.       | -ēṉ    | நான் செய்கிறேன்      | nāṉ ceykiṟēṉ         | ich mache    |
| 2. Sg.       | -āy    | நீ செய்கிறாய்       | nī ceykiṟāy          | du machst    |
| 3. Sg. m.    | -āṉ    | அவன் செய்கிறான்     | avaṉ ceykiṟāṉ        | er macht     |
| 3. Sg. f.    | -āḷ    | அவள் செய்கிறாள்     | avaḷ ceykiṟāḷ        | sie macht    |
| 3. Sg. n.    | -atu   | அது செய்கிறது      | atu ceykiṟatu        | es macht     |
| 3. Sg. m./f. | -ār    | அவர் செய்கிறார்     | avar ceykiṟār        | er/sie macht |
| 1. Pl.       | -ōm    | நாங்கள்/நாம் செய்கிறோம் | nāṅkaḷ/nām ceykiṟōm  | wir machen   |
| 2. Pl.       | -īrkaḷ | நீங்கள் செய்கிறீர்கள்  | nīṅkaḷ ceykiṟīrkaḷ   | ihr macht    |
| 3. Pl. m./f. | -ārkaḷ | அவர்கள் செய்கிறார்கள் | avarkaḷ ceykiṟārkaḷ  | sie machen   |
| 3. Pl. n.    | -aṉa   | அவைகள் செய்கின்றன   | avaikaḷ ceykiṉṟaṉa*) | sie machen   |

*) Die 3. Person Plural Neutrum nimmt im Präsens regelmäßig die Variante -(k)kiṉṟ- statt -(k)kiṟ- des Tempussuffixes.

##### Infinite Verbformen
Das Tamil kennt eine Vielzahl infiniter Verbformen, mit denen in komplexen Satzgefügen verschiedene syntaktische Beziehungen ausgedrückt werden können. Zur Verwendung dieser Formen siehe den Abschnitt zusammengesetzte Sätze.
- Infinitiv (செய்ய ceyya)
- Verbalpartizip (positiv: செய்து ceytu, negativ: செய்யாமல் ceyyāmal)
- Konditional: (positiv: செய்யால் ceyyāl, negativ: செய்யாவிட்டால் ceyyāviṭṭāl)
- Adjektivisches Partizip (Präsens: செய்கிற ceykiṟa, Präteritum: செய்த ceyta, Futur: செய்யும் ceyyum, negativ: செய்யாத ceyyāta)
- Partizipialnomen (Präsens: செய்கிறவன் ceykiṟavaṉ, Präteritum: செய்தவன் ceytavaṉ, Futur: செய்பவன் ceypavaṉ, negativ: செய்யாதவன் ceyyātavaṉ)
- Verbalnomen (Präsens: செய்கிறது ceykiṟatu, Präteritum: செய்தது ceytatu, Futur: செய்வது ceyvatu, negativ: செய்யாதது ceyyātatu)

Außerdem werden der Infinitiv und das Verbalpartizip zur Bildung von Verbalkomposita (zusammengesetzten Verben) benutzt. Diese können eine grammatikalische oder lexikalische Bedeutung haben. Im ersten Fall dient wie bereits beschrieben ein Hilfsverb als zweiter Bestandteil eines Verbalkompositums dazu, ein bestimmtes grammatikalisches Konzept auszudrücken. Bei lexikalischen Verbalkomposita bilden zwei Verben ein zusammengesetztes Verb mit einer neuen Bedeutung. Zum Beispiel ist das zusammengesetzte Verb கொண்டுவா koṇṭuvā „bringen“ aus den einfachen Verben கொள் koḷ „halten“ und வா vā „kommen“ zusammengesetzt.

#### Indeklinable
Die Adjektive teilen sich im Tamil in abgeleitete und nichtabgeleitete Adjektive. Die nichtabgeleiteten Adjektive bilden eine geschlossene Wortklasse, zu der wenige zentrale Begriffe wie நல்ல nalla „gut“, பெரிய periya „groß“, சின்ன ciṉṉa „klein“, பழைய paḻaiya „alt“, புதிய putiya „neu“ etc. gehören. Die abgeleiteten Adjektive werden durch das Suffix -āṉa aus Nomina gebildet: அழகு aḻaku „Schönheit“ – அழகான aḻakāṉa „schön“.
Adjektivische Attribute werden nicht dekliniert und stehen stets unverändert vor ihrem Bezugswort (vgl. பெரிய வீடு periya vīṭu „großes Haus“ und பெரிய வீடுகளில் periya vīṭukaḷil „in großen Häusern“). Fungiert ein Adjektiv hingegen als Prädikat eines Nominalsatzes, wird es nominalisiert und nimmt eine Personalendung an, die mit dem Subjekt kongruiert: இந்த வீடு பெரியது inta vīṭu periya-tu „dieses Haus ist groß (= ein Großes)“, அவள் அழகானவள் avaḷ aḻakāṉa-vaḷ „sie ist schön (= eine Schöne)“.
Ähnlich wie Adjektive lassen sich auch Adverbien mittels der Suffixes -āka oder -āy aus Nomina ableiten: அவள் அழகாகப் பாடுகிறாள் avaḷ aḻakāka.p pāṭukiṟāḷ „sie singt schön (= auf schöne Weise)“.

### Syntax

#### Einfache Sätze
Die Wortstellung im Tamil ist Subjekt-Objekt-Verb (SOV). Demnach steht normalerweise das Subjekt an erster Stelle im Satz (ihm können höchstens noch Umstandsbestimmungen der Zeit und des Ortes vorangehen) und das Prädikat, das entweder ein Verb oder Nomen sein kann, am Satzende.
| குமார்                   | ஒரு புத்தகம்     | படிக்கிறான்.     |
| kumār                 | oru puttakam | paṭikkiṟāṉ. |
| Kumar                 | ein Buch     | liest.      |
| Kumar liest ein Buch. |              |             |
Tamil weist auch die übrigen typologischen Merkmale auf, die für SOV-Sprachen kennzeichnend sind: Es benutzt Postpositionen statt Präpositionen (z. B. வீட்டுக்கு முன்னால vīṭṭukku muṉṉāl wörtl. „dem Haus vor“ = „vor dem Haus“) und setzt das bestimmende Element vor das bestimmte, d. h. Attribute gehen ihren Bezugswörtern und Nebensätze Hauptsätzen voran (z. B. அப்பாவுடைய வீடு appāvuṭaiya vīṭu „des Vaters Haus“ = „das Haus des Vaters“).
Sätzen, die im Deutschen die Kopula „sein“ als Prädikat haben, entsprechen im Tamil Nominalsätze, die ein Nomen als Prädikat haben und keine Kopula aufweisen. Beim verneinten Nominalsatz erscheint hingegen die negative Kopula இல்லை illai „nicht sein“.
| அவன்                 | என் நண்பன்.     |
| avaṉ                | eṉ naṇpaṉ.   |
| er                  | mein Freund. |
| Er ist mein Freund. |              |

| அவன்                       | என் நண்பன்     | இல்லை.       |  |
| avaṉ                      | eṉ naṇpaṉ   | illai.     |  |
| er                        | mein Freund | nicht-ist. |  |
| Er ist nicht mein Freund. |             |            |  |
Das Subjekt eines Satzes muss im Tamil nicht zwangsläufig im Nominativ stehen. Die Besitzkonstruktion („haben“) und bestimmte Verben verlangen ein Subjekt im Dativ. Hierbei wird deutlich, dass die Abgrenzung von Subjekt und Objekt im Tamil nicht genauso leicht möglich ist wie in indogermanischen Sprachen. Im folgenden Beispielsatz steht etwa das Objekt im Nominativ und kongruiert mit dem Prädikat. Dennoch wird das im Dativ stehende Satzglied als Subjekt gewertet, weil es am Satzanfang steht und bei zusammengesetzten Sätzen bestimmte Eigenschaften des Subjekts zeigt.
| எங்களுக்கு                    | ஒரு வேலைக்காரன்       | கிடைத்தான்.     |
| eṅkaḷukku                 | oru vēlaikkāraṉ | kiṭaittāṉ. |
| uns                       | ein Diener      | bekam.     |
| Wir bekamen einen Diener. |                 |            |
Entscheidungsfragen werden durch den Marker -ā markiert (நீ வருகிறாய் nī varukiṟāy „du kommst“ – நீ வருகிறாயா nī varukiṟāyā „kommst du?“).

#### Zusammengesetzte Sätze
Satzgefüge werden im Tamil nicht wie im Deutschen mittels Konjunktionen („dass“, „weil“ etc.) ausgedrückt. Grundsätzlich kann in einem Tamil-Satz nur ein finites Verb stehen. Die Prädikate von untergeordneten oder beigeordneten Sätzen können durch verschiedene infinite Verbformen oder nominalisierte Verben mit dem Hauptsatz verknüpft werden. Will man etwa den Aussagesatz அவள் நாளைக்கு வருவாள் avaḷ nāḷaikku varuvāḷ „sie kommt morgen“ in einen Bedingungssatz umwandeln, nutzt man dazu nicht wie im Deutschen eine Konjunktion („wenn sie morgen kommt“), sondern wandelt das Prädikat வருவாள் varuvāḷ in eine besondere infinite Verbform, den Konditional வந்தால் vantāl, um, die die Konnotation der Bedingung ausdrückt. Eine andere Möglichkeit, zwei Sätze zu verbinden, besteht darin, den ersten Satz durch bestimmte Funktionswörter in den zweiten Satz einzubetten. Zur Bildung von zusammengesetzten Sätzen stehen folgende Möglichkeiten zur Verfügung:
Verbalpartizip
Das Verbalpartizip drückt eine Abfolge von Handlungen aus, die im Deutschen mit „und“ verknüpft werden. In Bezug auf Subjekt, Tempus und Modus richtet sich das Verbalpartizip nach dem übergeordneten Verb. In den folgenden Beispielsätzen drückt das Verbalpartizip போய் pōy in Abhängigkeit vom jeweiligen finiten Verb am Satzende im ersten Fall die 3. Person Singular maskulinum Imperfekt („er ging“) und im zweiten Fall die 2. Person Singular Imperativ („gehe!“) aus:
| கடைக்குப்                                    | போய்         | அவன்  | முட்டைகள்     | கொண்டுவந்தான்.     |
| kaṭaikkup                                | pōy        | avaṉ | muṭṭaikaḷ | koṇṭuvantāṉ. |
| Laden-in                                 | gehen-Vbp. | er   | Eier      | brachte.     |
| „Er ging in den Laden und brachte Eier.“ |            |      |           |              |
| கடைக்குப்                                | போய்         | நீ  | முட்டைகள்     | கொண்டுவா.    |
| kaṭaikkup                            | pōy        | nī | muṭṭaikaḷ | koṇṭuvā. |
| Laden-in                             | gehen-Vbp. | du | Eier      | bringe.  |
| „Gehe in den Laden und bringe Eier.“ |            |    |           |          |
Um explizite Zeitverhältnisse auszudrücken, kann das Verbalpartizip mit den Formen -viṭṭu für die Vorzeitigkeit bzw. -koṇṭu für die Gleichzeitigkeit kombiniert werden:
| நீ                                                     | வேலையை        | முடித்துவிட்டு            | வீட்டுக்குப்    | போ.    |
| nī                                                    | vēlaiyai   | muṭittuviṭṭu       | vīṭṭukkup | pō.   |
| du                                                    | die-Arbeit | beenden-Vbp.-Vorz. | Haus-in   | gehe. |
| „Geh nach Hause, nachdem du die Arbeit beendet hast.“ |            |                    |           |       |
| நான்                                               | பத்திரிகையைப்        | படித்துக்கொண்டு            | காப்பி    | குடித்தேன்.    |
| nāṉ                                              | pattirikaiyaip | paṭittukkoṇṭu       | kāppi  | kuṭittēṉ. |
| ich                                              | die-Zeitung    | lesen-Vbp.-Gleichz. | Kaffee | trank.    |
| „Während ich die Zeitung las, trank ich Kaffee.“ |                |                     |        |           |
Infinitiv
Der Infinitiv tritt als Ergänzung von Verben auf (z. B. எனக்கு அங்கே போக வேண்டாம் eṉakku aṅkē pōka vēṇṭām „ich will dort nicht hingehen“). Ferner bildet er Final-, Kausal- (mit dem Marker -ē) und gleichzeitige Temporalsätze.
| மாம்பழம்                                        | வாங்க    | நான்  | சந்தைக்குப்     | போனேன்.   |
| māmpaḻam                                     | vāṅka  | nāṉ | cantaikkup | pōṉēṉ. |
| Mango                                        | kaufen | ich | Markt-in   | ging.  |
| Ich ging auf den Markt, um Mangos zu kaufen. |        |     |            |        |
Konditional
Durch den Konditional wird ein Bedingungssatz („wenn/falls …“) ausgedrückt. In Kombination mit dem Marker -um drückt er Konzessivität („obwohl …“) aus.
| நீ                                 | வந்தால்         | நானும்      | வருவேன்.         |
| nī                                | vantāl       | nāṉum    | varuvēṉ.      |
| du                                | kommen-Kond. | ich auch | werde-kommen. |
| „Wenn du kommst, komme ich auch.“ |              |          |               |
Adjektivisches Partizip
Das Adjektivische Partizip fungiert als Prädikat eines attributiven Satzes, der ähnlich wie ein Adjektiv vor einem Nomen erscheint. Einem solchen adjektivischen Satz kann im Deutschen ebenfalls eine Partizipialkonstruktion („der nach Hause gehende Mann“) oder ein Relativsatz („der Mann, der nach Hause geht“) entsprechen. Anders als bei einem Relativsatz im Deutschen ist beim adjektivischen Partizip die Kasusbeziehung zwischen dem Bezugswort und dem adjektivischen Satz nicht explizit ausgedrückt und muss aus dem Zusammenhang erschlossen werden. Vergleiche:
| என்னைப்                            | பார்த்த           | மனிதன்    |
| eṉṉaip                          | pārtta         | maṉitaṉ |
| mich                            | gesehen habend | Mann    |
| Der Mann, der mich gesehen hat. |                |         |
| நான்                              | பார்த்த           | மனிதன்    |
| nāṉ                             | pārtta         | maṉitaṉ |
| ich                             | gesehen habend | Mann    |
| Der Mann, den ich gesehen habe. |                |         |
Durch die Verbindung des adjektivischen Partizips mit bestimmten Nomina kann eine Reihe temporaler oder modaler Beziehungen ausgedrückt werden (z. B. அவன் வந்த போது avaṉ vanta pōtu wörtl. „die Zeit, zu der er kam“ = „als er kam“).
Partizipialnomen
Das Partizipialnomen entspricht einer nominalisierten Form des adjektivischen Partizips (vgl. adjektivisches Partizip in நான் பார்த்த மனிதன் nāṉ pārtta maṉitaṉ „der Mann, den ich gesehen habe“ und Partizipialnomen in நான் பார்த்தவன் nāṉ pārttavaṉ „derjenige, den ich gesehen habe“).
Verbalnomen
Das Verbalnomen nominalisiert einen gesamten Nebensatz, um ihn als Subjekt- oder Objektsatz mit dem Hauptsatz zu verknüpfen. Das Verbalnomen kann auch im Instrumental, Dativ oder Ablativ stehen, der nominalisierte Satz fungiert als Kausalsatz („weil“), Finalsatz („damit“) bzw. vorzeitiger Temporalsatz („seitdem“).
| நீ                                     | அதைச்   | சொன்னது         | எனக்குப்   | பிடிக்கும்.    |
| nī                                    | ataic | coṉṉatu      | eṉakkup | piṭikkum. |
| du                                    | das   | Gesagt-Haben | mir     | gefällt.  |
| Dass du das gesagt hast, gefällt mir. |       |              |         |           |
| மழை                                                | பெய்கிறதால்       | குழந்தைகள்      | வெளியே     | விளையாடவில்லை.         |
| maḻai                                             | peykiṟatāl   | kuḻantaikaḷ | veḷiyē  | viḷaiyāṭavillai. |
| Regen                                             | Regnen-durch | Kinder      | draußen | nicht-spielen.   |
| Weil es regnet, spielen die Kinder nicht draußen. |              |             |         |                  |
Funktionswörter
Neben der Möglichkeit, einen Satz durch eine infinite Verbform als Nebensatz auszuweisen, können im Tamil auch Sätze mit einer finiten Verbform mittels bestimmter Funktionswörter in ein Satzgefüge eingebettet werden. Hierzu dienen insbesondere die Formen des Verbs என் eṉ „sagen“. Das Verbalpartizip என்று eṉṟu „gesagt habend“ markiert bei Verben des Redens, Denkens usw. den Objektsatz und kann dabei sowohl die direkte als auch die indirekte Rede markieren.
| கண்ணன்                                                                                           | அதைச்   | செய்ய மாட்டான்          | என்று    | நான்  | நினைக்கிறேன்.      |
| kaṇṇaṉ                                                                                         | ataic | ceyya māṭṭāṉ      | eṉṟu   | nāṉ | niṉaikkiṟēṉ. |
| Kannan                                                                                         | das   | nicht-wird-machen | sagend | ich | denke.       |
| Ich denke: „Kannan wird das nicht machen“. Oder: Ich denke, dass Kannan das nicht machen wird. |       |                   |        |     |              |

## Wortschatz
Ein Großteil des tamilischen Wortschatzes besteht aus Erbwörtern, die sich auf einen proto-dravidischen Ursprung zurückführen lassen. Daneben hat das Tamil aber auch in größerem Maße Lehnwörter aus anderen Sprachen, insbesondere dem Sanskrit und in neuerer Zeit dem Englischen, entnommen.
Ein beträchtlicher Teil des tamilischen Wortschatzes stammt aus dem Sanskrit, der klassischen Sprache des Hinduismus. In vielen Fällen gibt es Dubletten aus gleichbedeutenden Wörtern, die ihren Ursprung im Sanskrit oder Tamil haben, z. B. பூமி pūmi (von Sanskrit भूमि bhūmi) und மண் maṇ „Erde“ oder சந்திரன் cantiraṉ (von Sanskrit चन्द्र candra) und நிலா nilā „Mond“. Der Einfluss des Sanskrit war zeitweise noch deutlich größer, in der ersten Hälfte des 20. Jahrhunderts wurden aber aus sprachpuristischen Gründen zahlreiche Sanskrit-Lehnwörter durch tamilische Wörter ersetzt (siehe den Abschnitt Sprachgeschichte). Es wird geschätzt, dass um 1900 rund 50 Prozent der Wörter im geschriebenen Tamil aus dem Sanskrit stammten, während ihr Anteil um 1950 schon auf 20 Prozent zurückgegangen war. Der Anteil an Sanskrit-Wörtern ist daher im Tamil deutlich niedriger als in den anderen Sprachen Indiens, auch den dravidischen Nachbarsprachen. Für Neologismen, bei deren Bildung in den übrigen indischen Sprachen das Sanskrit in ähnlicher Weise wie in Europa das Lateinische oder Altgriechische verwendet wird, greift man im Fall des Tamil auf tamilische Wurzeln zurück. Diese Wortschöpfungen haben es aber oft schwer, sich gegen englische Lehnwörter durchzusetzen: So hört man für „Telefon“ statt des tamilischen தொலைபேசி tolaipēci (wörtl. etwa „Fernsprecher“) meist das englische டெலிபோன் ṭelipōṉ.
Während der britischen Kolonialzeit hat das Englische deutliche Spuren im tamilischen Wortschatz hinterlassen. Der Einfluss des Englischen hat sich auch nach der indischen Unabhängigkeit unvermindert fortgesetzt. Aus dem Englischen stammen zahlreiche Wörter vor allem für moderne Begriffe wie பஸ் pas „Bus“ (von englisch bus), லீவு līvu „Urlaub“ (von englisch leave) oder ரெயில் reyil „Eisenbahn“ (von englisch rail). Insbesondere in der gesprochenen Sprache werden außerordentlich viele englische Wörter verwendet. So kann man durchaus einen Satz wie உன் வாய்ஸ் ஸ்வீட்டா இருக்கு uṉ vāys (voice) svīṭṭā (sweet-ā) irukku „deine Stimme ist süß“ hören.
Durch den Kontakt mit dem Islam übernahm das Tamil einige Wörter aus dem Arabischen und Persischen, etwa வக்கீல் vakkīl „Anwalt“ (von arabisch وكيل wakīl) oder திவான் tivāṉ „Minister“ (von persisch ديوان dīwān). Auch das Portugiesische und Niederländische hinterließen, wenn auch in wesentlich geringerem Maße als das Englische, während der Kolonialzeit Einflüsse im Tamil. Aus diesen Sprachen stammen Wörter wie மேசை mēcai „Tisch“ (von portugiesisch mesa), ஜன்னல் jaṉṉal „Fenster“ (von portugiesisch janela) oder கக்குசு kakkucu „Toilette“ (von niederländisch kakhuis).
Zu den wenigen tamilischen Lehnwörtern im Deutschen gehören „Katamaran“ (tamilisch கட்டுமரம் kaṭṭumaram, von kaṭṭu „Band, Bündel“, und maram „Baum“, im Sinne von „Boot aus zusammengebundenen Baumstämmen“), „Curry“ (von கறி kaṟi, ursprünglich „Gemüse“), Paria (von பறையர் paṟaiyar, ursprünglich der Name einer Trommlerkaste) sowie eventuell „Mango“ (von மாங்காய் māṅkāy „(unreife) Mango“) und „Kuli“ (von கூலி kūli „Lohn“).

## Forschungsgeschichte

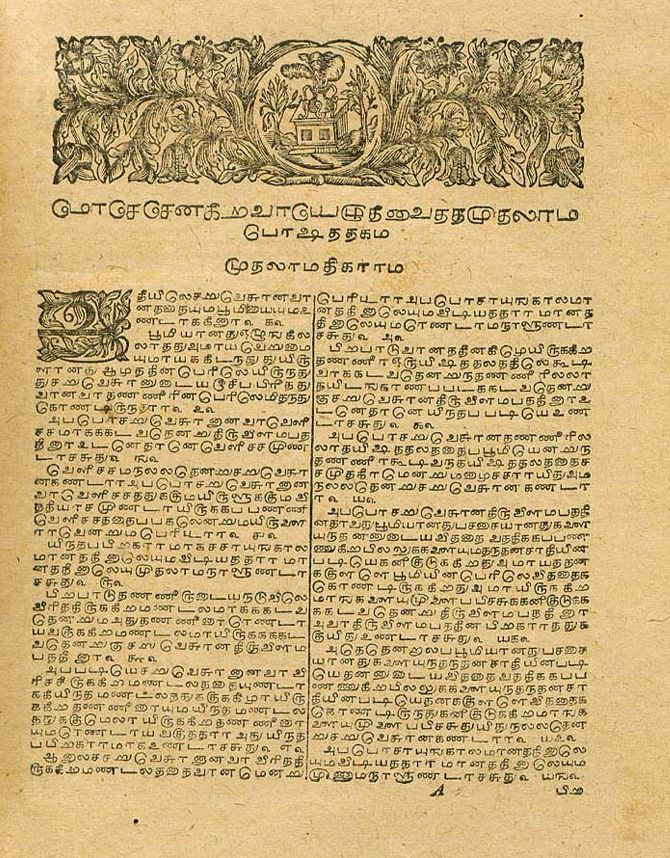
Seite aus einer 1723 von Bartholomäus Ziegenbalg in Tranquebar veröffentlichten tamilischen Bibel.

Das Tamil hat eine sehr alte einheimische Grammatiktradition. Die älteste Tamil-Grammatik und zugleich das älteste bekannte Werk der Tamil-Literatur überhaupt, das Tolkappiyam, stammt aus dem 1. oder 2. Jahrhundert v. Chr. Es dürfte aber noch ältere Vorläufer gegeben haben, die uns nicht erhalten sind. Eine zweite bekannte Grammatik ist das Nannul (um 1200).
Die ersten Europäer, die sich mit dem damals noch als „Malabarisch“ bezeichneten Tamil befassten, waren christliche Missionare.
Der portugiesische Jesuit Anrique Anriquez (ca. 1520–1600) schrieb religiöse Texte auf Tamil, verfasste eine Tamil-Grammatik und ließ 1554 das erste tamilische Buch, noch in lateinischer Schrift, sowie 1578 das erste Buch in der Tamil-Schrift drucken. Andere Missionare, die sich um das Tamil bemüht machten, waren etwa der Italiener Constantine Beschi (1680–1743), auf den einige nachhaltige orthografische Erneuerungen in der Tamil-Schrift zurückgehen, und der Deutsche Bartholomäus Ziegenbalg (1682–1719).
Die in der Zeit um 1800 aufkommende westliche Indologie beschäftigte sich zunächst vornehmlich mit dem Sanskrit. Als Robert Caldwell 1856 die Eigenständigkeit der dravidischen Sprachen entdeckte, verstärkte sich das wissenschaftliche Interesse an dieser Sprachfamilie. Die Tamilistik (Sprach- und Literaturwissenschaft des Tamil) ist in der Indologie aber nach wie vor weniger stark präsent als die Beschäftigung mit dem Sanskrit oder Hindi. Das europaweit einzige Institut, das die Tamilistik als Schwerpunkt hat, ist das Institut für Indologie und Tamilistik der Universität zu Köln. Daneben wird Tamil im deutschsprachigen Raum am Südasien-Institut der Universität Heidelberg unterrichtet.

## Sprachbeispiel
Angegeben ist eine Textprobe mit Originaltext in Tamil-Schrift, Transliteration, IPA-Lautschrift, Interlinearübersetzung und deutscher Übersetzung:
| ஆசிரியர்                              | வகுப்புக்குள்          | நுழைந்தார்.       |
| āciriyar                           | vakuppukkuḷ      | nuḻaintār.   |
| [ˈaːsiɾi̯yaɾ                        | ˈʋaxupːukːuɭ     | ˈn̪uɻai̯n̪d̪aːɾ] |
| Lehrer                             | Klasse-in-hinein | trat ein.    |
| Der Lehrer trat in die Klasse ein. |                  |              |

| அவர்                                         | உள்ளே    | நுழைந்தவுடன்           | மாணவர்கள்       | எழுந்தனர்.      |
| avar                                        | uḷḷē   | nuḻaintavuṭan     | māṇavarkaḷ   | eḻuntaṉar.   |
| [ˈaʋər                                      | ˈuɭːeː | ˈn̪uɻai̯n̪d̪əʋuɖən    | ˈmaːɳəʋəɾxəɭ | ˈjɘɻun̪d̪ənəɾ] |
| er                                          | hinein | eintretend-Moment | Schüler      | standen auf. |
| Sobald er eintrat, standen die Schüler auf. |        |                   |              |              |

| வளவன்                                                                     | மட்டும்    | தன்    | அருகில்    | நின்று கொண்டிருந்த           | மாணவி       | கனிமொழியுடன்        | பேசிக் கொண்டிருந்தான்.           |
| vaḷavaṉ                                                                  | maṭṭum  | taṉ   | arukil  | niṉṟu koṇṭirunta     | māṇavi    | kaṉimoḻiyuṭaṉ  | pēcik koṇṭiruntāṉ.     |
| [ˈʋaɭəʋən                                                                | ˈmaʈːum | t̪an   | ˈaɾuɣil | ˈn̪indrɯ ˈkɔɳɖiɾun̪d̪ə  | ˈmaːɳəʋi  | ˈkanimɔɻijuɖən | ˈpeːsi ˈkːɔɳɖiɾun̪d̪aːn] |
| Valavan                                                                  | nur     | seine | Nähe-in | stehen halten-seiend | Schülerin | Kanimoli-mit   | sprechen halten-war.   |
| Nur Valavan sprach mit der Schülerin Kanimoli, die in seiner Nähe stand. |         |       |         |                      |           |                |                        |

| நான்              | அவனை     | எச்சரித்தேன்.      |
| nāṉ             | avaṉai  | eccarittēṉ.   |
| [n̪aːn           | ˈaʋənɛi̯ | ˈjeʧəɾit̪ːeːn] |
| ich             | ihn     | warnte.       |
| Ich warnte ihn. |         |               |